# Wigbold Balthazar Weidner
Wigbold Balthazar Weidner (Haarlem, 24 november 1814 – aldaar, 3 november 1901) was een Nederlands muzikale duizendpoot.

## Leven en werk
Weidner werd geboren als zoon van de kapelmeester Johan Willem Weidner en Maria Elisabeth van Haarlem. Carel Louis Weidner en Willem Frederik Weidner waren zijn broers. Hij huwde in 1844 Johanna Margaretha Fünckler, die op 1 januari 1857 overleed.
Hij kreeg muzieklessen op viool, klarinet, piano en als dirigent. De klarinetlessen kwamen van zijn vader, vioollessen van Johannes Bernardus van Bree en compositieleer van Jan George Bertelman. Al op zevenjarige leeftijd speelde hij in het orkest van de stedelijke schutterij, de voorloper van wat in 1953 het Noordhollands Philharmonisch Orkest zou heten. In 1843 was hij zangleraar bij de Haarlemse tak van de Maatschappij tot Bevordering der Toonkunst. In die hoedanigheid kreeg hij in 1850 een gouden zakhorloge met de inscriptie "Muziekfeest Haarlem 1850". Hij speelde voorts viool in het orkest Kunst en Vermaak onder leiding van Van Bree en was assistent-dirigent bij zijn vaders schutterijorkest. Hij volgde Van Bree op als dirigent van Kunst en Vermaak en gaf seizoenen lang "heeren- en damesconcerten", totdat het orkest in 1857 ophield te bestaan. In 1857 werd hij dirigent van het dan nieuwe orkest Per aspera ad astra, dat tot 1864 bestond. In 1863 kon hij zijn vader opvolgen bij de stedelijke schutterij, maar hij weigerde. In plaats daarvan ging hij weer zanglessen geven bij zangschool de Gouden Leeuw. Van 1870 tot 1875 was hij dirigent van het Euterpe-orkest, waarin hij op latere leeftijd als amateur muzikant meespeelde. Op 27 november 1879 zat hij vijftig jaar in het vak.
Van zijn hand verscheen:
- een militaire mars ter gelegenheid van een benefietconcert voor de schutterij, uitgevoerd op 12 februari 1831; dirigent was zijn vader
- een cantate, uitgevoerd in Haarlem, door zijn vader, ook 1831
- zes walsen brillantes in D, voor piano (1831)
- Parademars voor piano, opgedragen aan J.H. Schmidt
- Concertouverture I 1838, voor orkest Kunst en Vermaak, zelf gedirigeerd
- Concertouverture II, voor orkest Euterpe, zelf gedirigeerd
- Feestmars voor piano; (1856), gecomponeerd voor de onthulling van een standbeeld voor Laurens Janszoon Coster op de Grote Markt
- Feestmars, ter gelegenheid van den opening van de Algemene Nationale Nijverheidstentoonstelling in 1861 te Haarlem

- Nederlandse Thesaurus van Auteursnamen: 071420924
- Virtual International Authority File: 281558093
- WorldCat: E39PBJkxMfG7dQJPG38YbvfKBP